# 九芎公廟
25°04′46″N 121°27′59″E / 25.079353°N 121.466268°E
九芎公廟，是位於臺灣新北市蘆洲區九芎里九芎街中央的鄭成功廟，其種植的九芎樹被視為紀念鄭成功，亦傳說與蘆洲當地三年舉辦一次的國姓醮有關。

## 老樹與寺廟

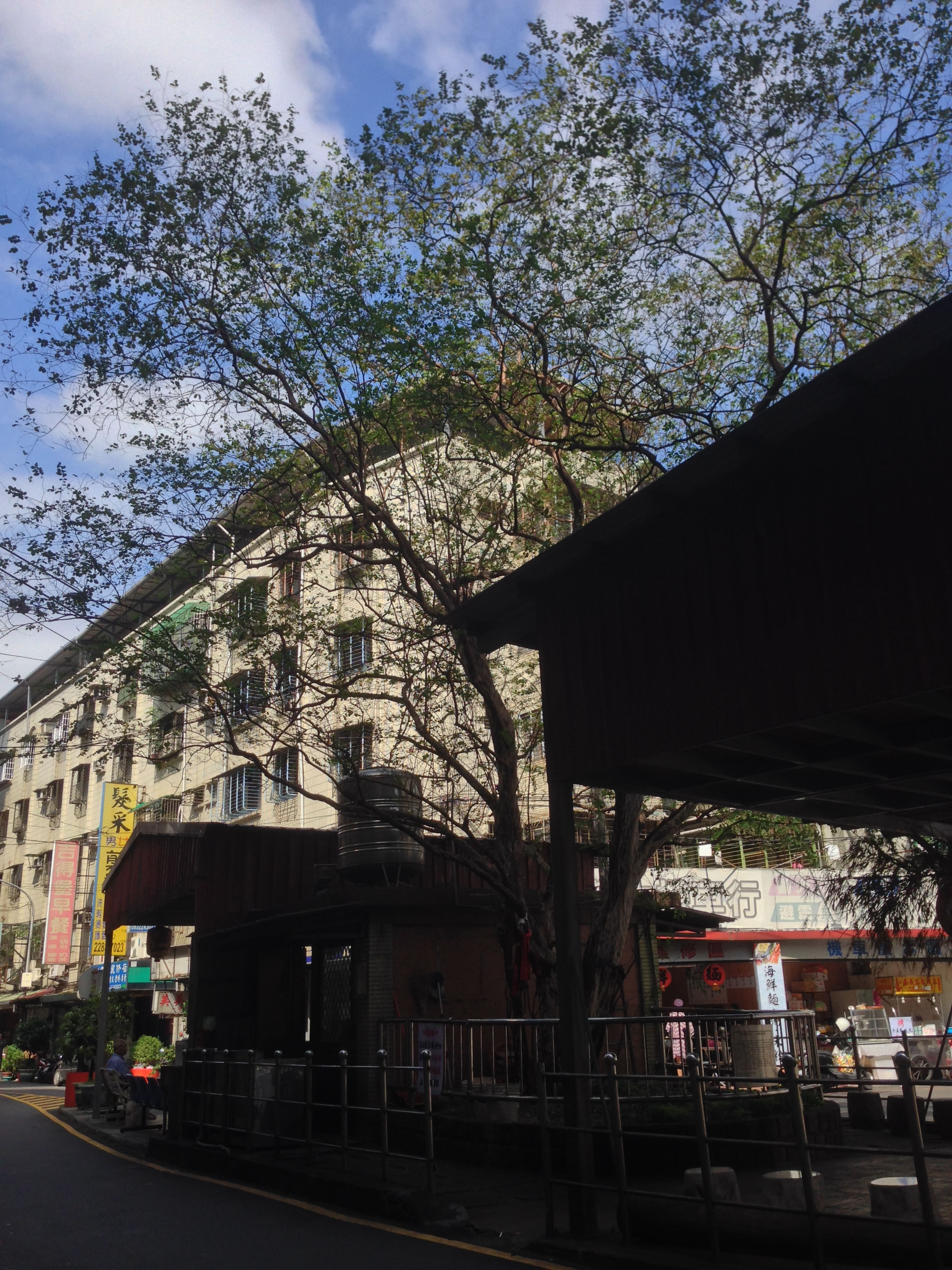
2002年《中國時報》報導時廟後的九芎樹已第四代。

蘆洲習俗，當地父母若有小孩身體不適，會將寫著小孩名字的紅布條綁在此棵稱為「九芎公」的九芎樹，以祈求改善。信眾為此樹建廟，於1970年落成。相傳樹在最茂盛時，樹身可以二人合抱，後因風雨摧殘及年久蟲蛀，已歷經三次傾倒。

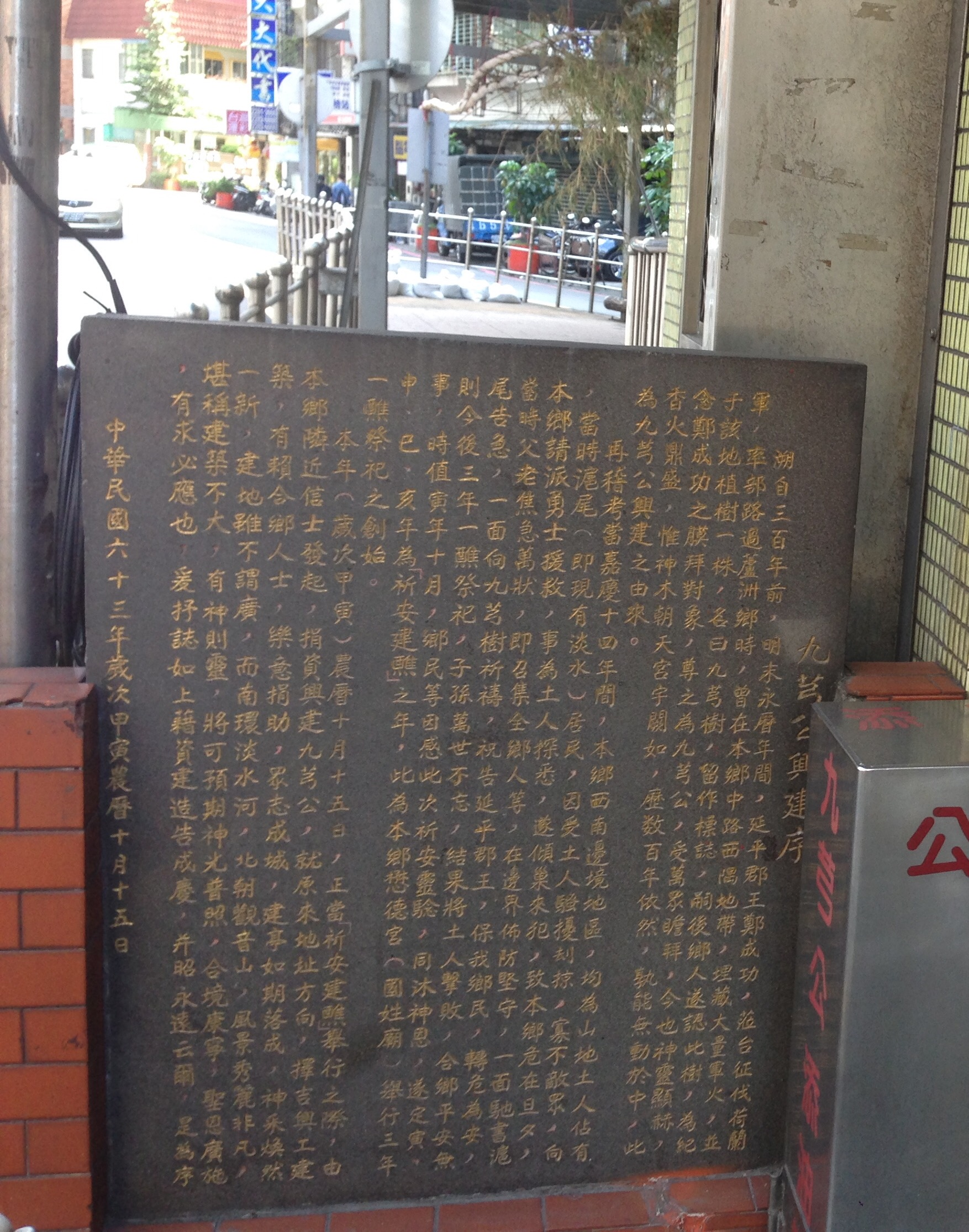
九芎宮興建序碑

廟過去處於農田的產業道路邊。1988年，臺灣省住宅及都市發展局劃闢建台北縣蘆洲鄉九芎街時，有意將此樹移到旁邊，使街道維持直線，遭受民眾反對。蘆洲鄉公所及台北縣政府也向臺灣省政府反映，住都局只好接受，讓樹保留在路中間。台北縣議員陳信義特別從配合款中撥出，在此興建一座小公園，將九芎樹及廟身全部包含在內，並設置石桌、石椅，供民眾休閒。
2007年，6、70歲的新植九芎樹因多年不發新芽，信徒認為其養分被旁邊陪伴約三十年兩棵榕樹「分食」，就在該年2月委託市長李翁月娥擲筊，將兩棵榕樹移到附近公園。蘆洲市公所建設課指出廟的九芎樹狀況良好、無蟲蛀、樹幹與樹根無損害，之所以未發新芽，可能樹根被水泥蓋住，土壤養分不足，與榕樹並沒直接關連，建議敲掉周遭水泥。
新北市農業局有將這棵位在九芎里的樹納入珍貴樹木。
2015年3月6日凌晨3時許，九芎廟被一名患有精神疾病的張姓女子縱火，4尊神像被燒壞、3尊半毀，壁龍及屋頂全毀，被判以監護1年。九芎神木、主神鄭成功神像則無損。

## 傳說與禁忌
景觀處長陳淵泉指出傳說樹底下傳說還埋了一門明鄭軍隊的大砲或軍火，所以鄉人認為膜拜此樹是紀念鄭成功，稱為「九芎公」。廟的主神即鄭成功，但神像據當地老人游金清說已被稍晚蓋好的懋德宮請走。該砲被鄉民稱為「鐵嘴將軍」，相傳該在嘉慶十四年（1809年）敵人來犯蘆洲時顯靈退敵。
此樹亦跟蘆洲國姓醮有關。當地記載嘉慶十四年，蘆洲泉州人去救援被敵對勢力攻打的滬尾泉州人；敵方趁機偷襲壯丁盡出的蘆洲。此時蘆洲父老向此樹祈禱，願日後以三年一次的醮來換得國姓爺保佑，後轉危為安，鄉民自此訂寅、申、巳、亥年為建醮年。
據傳若損毀此樹一枝一葉，就會遭遇壞事，因此少人修剪，但因會遮住道路上的公車視線，2006年起蘆洲區公所清潔隊開始派人修剪。清潔隊綠化班班長李文斌在2007年《自由時報》報導時表示隊員懼怕神威，無人自願修剪，他只好買蔬果、餅乾祭祀，得到聖筊後，再派一名陳姓隊員上場。隔天該隊員因肚痛住院七天。第二年，又得到聖筊的李文斌再來修剪，事後他肚痛三日。 